# Furiant
Furiant (z latinského furians – rozzuřený, rozrušený) je rychlý a ohnivý český lidový tanec ve tříčtvrťovém taktu s prvky polyrytmie (dvoudobé důrazy nad třídobým metrem).
Poprvé o něm pojednává už roku 1789 Daniel Gottlieb Türk ve své Klavírní škole (Clavierschule oder Anweisung zum Clavierspielen für Lehrer und Lernende).
Ve stylizované podobě byl často používaný českými skladateli, jako je Antonín Dvořák v cyklu skladeb Slovanské tance, op. 46 (1878) a ve své Symfonii č. 6 D dur (1880), či Bedřich Smetana v opeře Prodaná nevěsta (1866) nebo v cyklu České tance. V roce 1999 zkomponoval německý skladatel Enjott Schneider opus „Furiant (pro malý orchestr)“.

## Označení osoby
Výrazu furiant se používá pro označení člověka, dávajícího přemrštěně najevo své sebevědomí a svoje možnosti, který musí být ve své komunitě ve všem první, mít poslední slovo, mít ve všem pravdu (i kdyby ji neměl) (viz např. drama Naši furianti Ladislava Stroupežnického s podtitulem „obraz života v české vesnici o čtyřech dějstvích“ z roku 1887); vejtaha, náfuka, haur.
"Furiant je osoba veselá, žertovná, společenská a štědrá. Furiant se rád předhání s ostatními, kdo získá více společenského obdivu." Daneš, F., Machač, J. .: Slovník spisovné češtiny, Academia: 1960.